# Jerzy Morzycki
Jerzy Morzycki (ur. 25 stycznia 1905 w Halensee, zm. 8 lipca 1954 w Gdańsku) – polski lekarz bakteriolog-epidemiolog, prof. dr hab. med.

## Życiorys

### Młodość
Urodził się w rodzinie inżyniera metalowca Bolesława Morzyckiego i jego żony Władysławy z domu Zakrzewskiej. W dzieciństwie wielokrotnie zmieniał miejsce pobytu, mieszkał w Niemczech, Finlandii i Rosji. W 1919 rodzina Morzyckich powróciła do wolnej Polski. Jerzy Morzycki w 1921 rozpoczął naukę w gimnazjum w Zakopanem, a następnie kontynuował naukę w Państwowym Gimnazjum w Bydgoszczy, gdzie w 1923 złożył egzamin dojrzałości. Następnie rozpoczął studia na Wydziale Lekarskim Uniwersytetu Warszawskiego, w międzyczasie podróżował do Afryki. Odwiedził francuskie kolonie afrykańskie, a także Francję, gdzie po ukończonych w Marsylii kursach medycyny tropikalnej i okrętowej odbył staż na okrętach należących do Francuskiej Marynarki Handlowej. Równolegle do studiów od 1929 był zatrudniony w kierowanym przez Ludwika Hirszfelda Dziale Bakteriologii i Medycyny Doświadczalnej Państwowego Instytutu Higieny, początkowo w charakterze wolontariusz, a następnie jako asystent. W 1930 ukończył studia, rok później uzyskał tytuł doktora wszech nauk lekarskich. Od 1932 odbył roczną obowiązkową służbę wojskową, był lekarzem w Szkole Podchorążych Sanitarnych Rezerwy i w stacjonującej w Gdyni Marynarce Wojennej. Po przejściu do rezerwy powrócił do pracy w Państwowym Zakładzie Higieny, ale już w 1933 został przez prof. Feliksa Przesmyckiego oddelegowany do pracy na stanowisku dyrektora Miejskiego Instytutu Higieny w Bydgoszczy. Rok później został powołany na kierownika tworzonej poznańskiej filii Państwowego Zakładu Higieny, przez cztery lata rozwinął ją, wdrożył programy zwalczania chorób zakaźnych oraz wprowadził wzorowy model funkcjonowania. W 1938 rozpoczęła działalność filia Państwowego Zakładu Higieny w Gdyni, która miała docelowo objąć swoim zakresem założony przez Józefa Jakóbkiewicza i działający od 1935 Instytutu Medycyny Morskiej i Tropikalnej. Na filii czele stanął Jerzy Morzycki. 

### Okres II wojny światowej
Podczas kampanii wrześniowej jako lekarz Marynarki Wojennej był zaangażowany w obronę Kępy Oksywskiej i Gdyni. Po załamaniu się linii obrony udało mu się ewakuować do Warszawy personel Instytutu. Od 1940 kierował w warszawskim Państwowym Zakładzie Higieny Oddziałem do Walki z Epidemiami, zorganizował i nadzorował przebieg zwalczania duru plamistego, duru brzusznego i czerwonki. Zainicjował działanie kolumn sanitarnych, które działając najintensywniej na Lubelszczyźnie umożliwiły ucieczkę wielu osobom pochodzenia żydowskiego. Z jego inicjatywy rozpoczęto zakonspirowaną produkcję szczepionek przeciw durowi plamistemu, które trafiały do oddziałów partyzanckich, zakładów karnych i obozów pracy przymusowej. Wykładał mikrobiologię na konspiracyjnych kursach PZH, prowadził praktykę lekarską i własne laboratorium analityczne. Od początku 1944 reprezentował Robotniczą Partię Polskich Socjalistów zasiadając w Krajowej Radzie Narodowej. Po przedostaniu się do Lasów Parczewskich zorganizował system pomocy sanitarnej dla walczących oddziałów Armii Ludowej. Po ogłoszeniu manifestu PKWN powierzono mu początkowo funkcję zastępcy kierownika resortu pracy, opieki społecznej i zdrowia. Podczas formowania rządu został wybrany na stanowisko wiceministra zdrowia, równocześnie został Naczelnym Nadzwyczajnym Komisarzem ds. walki z epidemiami, które opanował organizując tzw. kolumny sanitarno-epidemiologiczne. W tym czasie powrócił do pisania pracy „Badania nad nosicielstwem pałeczek duru brzusznego”, na podstawie której habilitował się na Uniwersytecie Marii Curie-Skłodowskiej. Stanął wówczas na czele Katedry Mikrobiologii na Wydziale Lekarskim, w następnym roku uzyskał tytuł profesora nadzwyczajnego. 

### W Polsce Ludowej
W 1946 na własne życzenie przestał pełnić funkcję wiceministra zdrowia, a także opuścił stanowisko kierownika Katedry. Związane to było z powołaniem na profesora zwyczajnego mikrobiologii na powstającym Wydziale Lekarskim gdańskiej Akademii Lekarskiej oraz objęciem stanowiska dyrektora Państwowego Instytutu Medycyny Morskiej i Tropikalnej, który miał zorganizować. Równocześnie był kierownikiem Zakładu Bakteriologii i Epidemiologii oraz działającą w jego strukturze Pracownią Wirusologii. Przez rok prowadził Zakład Biologii i Parazytologii, a następnie przekazał jej kierowanie prof. Fryderykowi Pautschowi. Jerzy Morzycki początkowo wykładał nauki biologiczne, ale rok później rozpoczął prowadzenie wykładów z mikrobiologii dla studentów II roku Wydziału Farmaceutycznego, III roku Wydziału Lekarskiego oraz słuchaczy z Oddziału Stomatologicznego. Od 1948 coraz więcej czasu poświęcał pracy naukowej, od 1947 do 1951 redagował „Przegląd Epidemiologiczny”, a od 1948 do 1954 „Biuletyn Państwowego Instytutu Medycyny Morskiej i Tropikalnej”. Zmarł 8 lipca 1954 w wyniku komplikacji powstałych w wyniku przebytego zabiegu chirurgicznego, 12 lipca 1954 spoczął na cmentarzu na Srebrzysku w Gdańsku.

## Dorobek naukowy
Był autorem sześćdziesięciu sześciu prac naukowych, które powstały w języku polskim, niemieckim, francuskim, rosyjskim i angielskim. Pierwsze prace powstały w 1929 podczas pracy w Dziale Bakteriologii i Medycyny Doświadczalnej warszawskiego Państwowego Zakładu Higieny, ich tematem były zagadnienia immunologiczne i serologiczne. W 1935 ogłosił pracę „Surowice lecznicze i ochronne w praktyce lekarskiej”, a trzy lata później „Seroterapia i wakcynoterapia”, którą opublikowano w Podręcznej Encyklopedii Lekarza Praktyka. Od 1934 do wybuchu II wojny światowej prowadził badania nad epidemiologią i nosicielstwem duru brzusznego. Podczas okupacji hitlerowskiej w warszawskim PZH badał bakteriofag i antygenu Vi oraz przeprowadził pierwsze próby hodowli tkankowej drobnoustrojów. Po 1946 kontynuował je prowadząc doświadczenia nad zastosowaniem bakteriofagów antygenu Vi w celu oceniania skuteczności oczyszczalni ścieków oraz lokalizacji źródeł zanieczyszczeń wód powierzchniowych w Zatoce Gdańskiej. Pomiędzy 1946 a 1947 pracował nad rozpoznawczym znaczeniem bakteriofagów w durze brzusznym i czerwonce, a następnie przy pomocy samodzielnie skonstruowanego przyrządu badał najlepsze warunki dla wzrostu bakteriofagów. Tworząc Instytut Medycyny Morskiej i Tropikalnej zgromadził grono naukowców, którzy przed 1939 byli  uznanymi ekspertami w różnych dziedzinach m.in. Abdona Stryszaka i Zbigniewa Kozara. W 1948 należał do grona założycieli Polskiego Towarzystwa Parazytologicznego, gdzie pełnił funkcję pierwszego prezesa (do 1953). Rok później ogłosił pracę „Badania nad taktycznymi ruchami cząsteczek bakteriofagowych”, w tym okresie rozpoczął prowadzenie badań epidemiologicznych nad zanieczyszczeniem rzeki Wisły oraz wód Zatoki Gdańskiej. Podjął próby hodowli Trypanosoma equiperdum i Leishmania tropica (swoje wyniki opublikował w 1953). Rozszerzył zakres badań o wirusologię, zorganizował wówczas pracownię gdzie badał wirusy grypy i żółtaczki zakaźnej, a następnie wirusy neurotropowe odpowiedzialne za zapalenie mózgu. Na potrzeby badań nad poliomyelitis rozpoczął pierwszą w Polsce metodę hodowli wirusów na tkankach, to doświadczenie sprawiło, że całkowicie zmienił kierunek swoich dokonań naukowych. Hodowla tkanek stała się stosowaną przez Jerzego Morzyckiego metodą diagnostyczną przy izolowaniu i identyfikowaniu wirusów neurotropowych. Dzięki badaniom nad powstawaniem poliomyelitis, a następnie nad wpływem wysiłku fizycznego i leków nasennych na przebieg zakażenia tym wirusem w warunkach doświadczalnych ogłosił w 1949 pracę „Porażenie dziecięce nagminne (poliomyelitis)”. Po 1952 ogłosił prace (część z nich opublikowano po jego śmierci):
- Dwa rozdziały: „Dury rzekome”, „Zatrucia pokarmowe” w „Ostre choroby zakaźne” pod red. Stanisława Wszelakiego (wyd. 1952 III; był członkiem ścisłego komitetu redakcyjnego),
- „Mikrobiologia ogólna” - skrypt (I wyd. 1954, II wyd. W. 1956);
- „Metody hodowli tkanek” - rozprawa naukowa („Postępy Higieny i Medycyny Doświadczalnej” 1955);
- „Porównanie zawartości kwasów nukleinowych w pełnych i niepełnych postaciach wirusa grypy” - rozprawa naukowa („Biuletyn Państwowego Instytutu Medycyny Morskiej i Tropikalnej” 1956).

W uznaniu dorobku naukowego odznaczono Jerzego Morzyckiego Krzyżem Komandorskim Orderu Odrodzenia Polski.
Pochowany został na cmentarzu Srebrzysko w Gdańsku Wrzeszczu (rejon IX, kwatera profesorów, rząd 1).

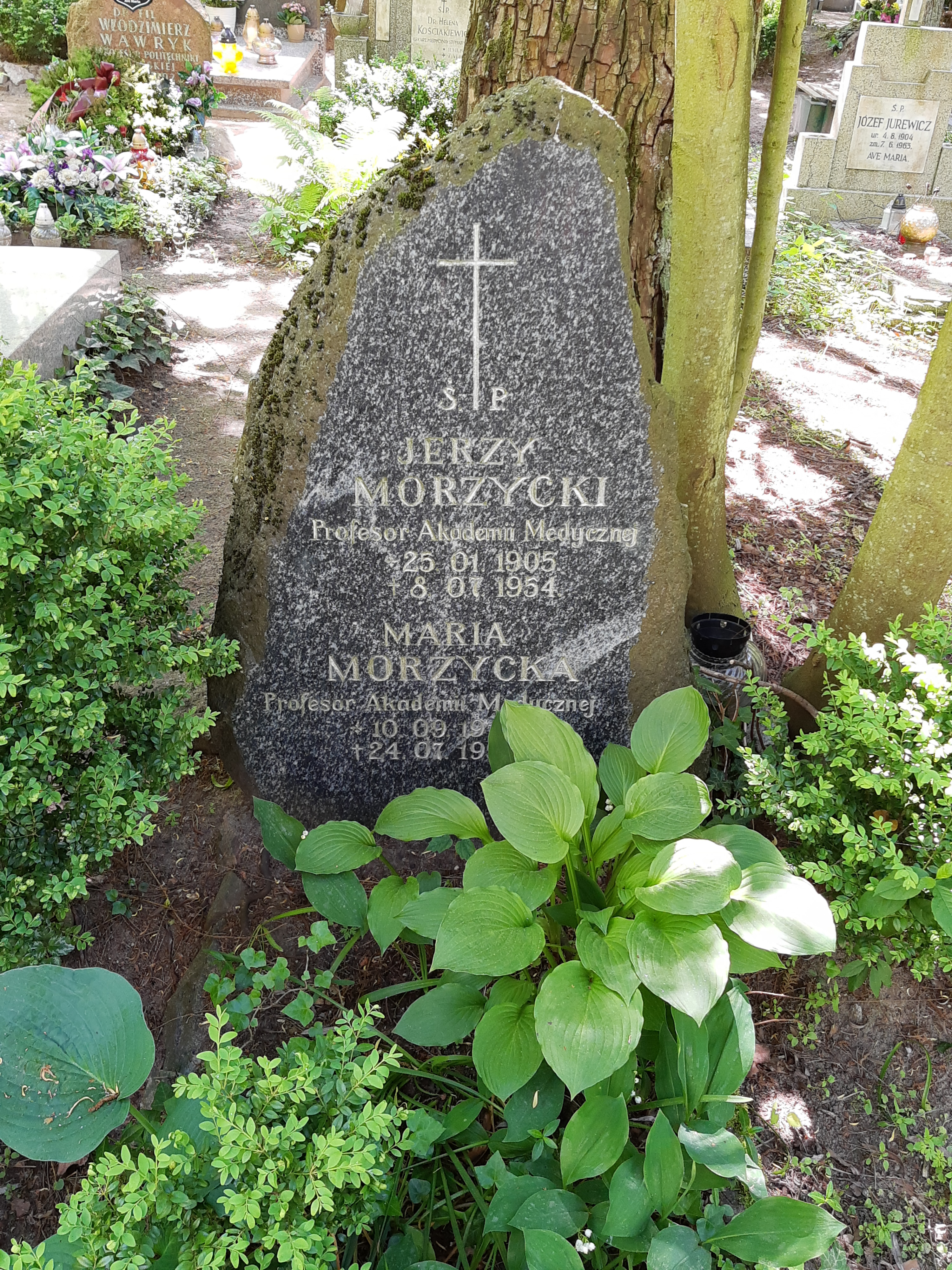
Grób prof. Jerzego Morzyckiego na Cmentarzu Srebrzysko

## Życie prywatne
Miał jedną siostrę Irenę Iłłakowicz, był dwukrotnie żonaty, pierwszą żoną była Regina Régamey (1914–2010), z nią miał córkę Ewę (ur. 1934). Ze związku z drugą żoną Marią Woyno (1919–1994) miał dwie córki Marię (1945–1997) i Elżbietę (ur. 1953).